# Sebastián Gómez (andorski piłkarz)
Sebastián Gómez Pérez (ur. 1 listopada 1983 w Montevideo) – andorski piłkarz pochodzenia urugwajskiego grający na pozycji napastnika. Od 2017 roku jest zawodnikiem klubu UE Engordany.

## Kariera klubowa
Swoją karierę piłkarską Gómez rozpoczął w klubie FC Santa Coloma, w którym zadebiutował w 2003 roku. W sezonie 2003/2004 wywalczył z nim mistrzostwo Andory oraz zdobył z nim Puchar Andory. Z FC Santa Coloma po krajowy puchar sięgnął także w sezonach 2004/2005, 2005/2006 i 2006/2007.
Latem 2007 roku Gómez przeszedł do CE Principat. W sezonie 2008/2009 grał w FC Rànger’s, a latem 2009 został zawodnikiem UE Sant Julià. W sezonach 2009/2010 i 2010/2011 zdobył z nim dwa Puchary Andory. 1 lipca 2012 dołączył do hiszpańskiego klubu FC Andorra, w którym spędził 5 sezonów.
Latem 2017 powrócił do ojczyzny, zostając zawodnikiem UE Engordany.

## Kariera reprezentacyjna
W reprezentacji Andory Gómez zadebiutował 4 czerwca 2008 roku w przegranym 1:2 towarzyskim z Azerbejdżanem, rozegranym w Andorze. W swojej karierze grał już w: eliminacjach do Euro 2012 i do MŚ 2014.

## Sukcesy

### FC Santa Coloma
- Mistrzostwo Andory: 2003/04
- Puchar Andory: 2003/04, 2004/05, 2005/06, 2006/07

### UE Sant Julià
- Puchar Andory: 2009/10, 2010/11